# لورا (شبكات)
لورا (لو Long _ را Range) هي تقنية تعديل الطيف المنتشر المستنتجة من تكنولوجيا انتشار الطيف التغريدي (CSS) وهو أول تطبيق منخفضة التكلفة لتغريد انتشار الطيف للاستخدام التجاري. حيث تم تطويره بواسطة سيسيلو جرينوبل " Cycleo of Grenoble" ، فرنسا ، وتم استحواذه على شركة سيم تك" Semtech " في عام 2012 ، وهو عضو مؤسس في تحالف LoRa.
أجهزة LoRa من Semtech وتكنولوجيا تردد الراديو اللاسلكي (LoRa Technology) عبارة عن مجموعة شرائح لاسلكية طويلة المدى منخفضة الطاقة تستخدم في الكثير من شبكات إنترنت الأشياء (IoT) في جميع أنحاء العالم. تتيح تقنية LoRa مجموعة متنوعة من تطبيقات إنترنت الأشياء الذكية التي تهدف إلى حل التحديات مثل إدارة الطاقة ، والحد من الموارد الطبيعية ، ومكافحة التلوث ، وكفاءة البنية التحتية ، ومنع الكوارث ، وأكثر من ذلك. LoRa هو بروتوكول اتصالات لاسلكي بعيد المدى ينافس الشبكات اللاسلكية الأخرى ذات النطاق العريض ( LPWAN ) منخفضة الطاقة مثل شبكة إنترنت الأشياء الضيقة (NB IoT) أو LTE Cat M1.